# Agnes de Palatinat
Agnes (n. 1201–d. 1267) a fost o nobilă germană, devenită ducesă de Bavaria prin căsătoria cu Otto al IV-lea de Bavaria.

## Familia
Agnes a fost fiică a contelui Henric al V-lea de Palatinatul renan cu soția sa, Agnes, fiică a lui Conrad de Hohenstaufen.
Bunicii pe linie maternă ai lui Agnes au fost Henric Leul de Welf și Matilda de Anglia.
Agnes era cea mai tânără dintre cei trei copii ai tatălui ei.

## Căsătorie
Agnes a fost căsătorită cu Otto al IV-lea cel Ilustru, ducele de Bavaria. Căsătoria a avut loc la Worms în 1222, când Agnes a atins majoratul. Prin această alianță matrimonială, familia bavareză Wittelsbach a moștenit comitatul palatin al Rinului, păstrându-l ca posesiune până în 1918.
În 1231, odată cu moartea tatălui lui Otto, ducele Ludovic I de Bavaria, Otto și Agnes au devenit pe deplin duce și ducesă de Bavaria.
După ce o dispută cu împăratul Frederic al II-lea de Hohenstaufen a luat sfârșit, Otto s-a raliat taberei Hohenstaufenilor din 1241. Înțelegerea a fost întărită prin căsătoria fiicei lor, Elisabeta, cu fiul lui Frederic, Conrad. Ca urmare a acestei măsuri, Otto a sfârșit prin a fi și el excomunicat de către papă.
Pe parcursul a 31 de ani, Agnes și Otto au avut cinci copii:
1. Ludovic (n. 13 aprilie 1229 – d. 2 februarie 1294), succesor în Bavaria Superioară.
2. Henric (n. 19 noiembrie 1235 – 3 februarie 1290), succesor în Bavaria Inferioară.
3. Elisabeta (n. cca. 1227 – 9 octombrie 1273), căsătorită mai întâi în 1246 în Vohburg cu Conrad al IV-lea de Hohenstaufen; a doua oară, în 1259 în München cu contele Meinhard al II-lea de Gorizia-Tyrol, duce de Carintia.
4. Sofia (n. 1236 – 9 august 1289), căsătorită în 1258 cu contele Gerhard al IV-lea de Sulzbach și Hirschberg.
5. Agnes (n. cca. 1240–d. cca. 1306).

Otto a murit în 29 noiembrie 1253, iar Agnes i-a supraviețuit încă 14 ani. Ea a fost înmormântată la Scheyern.